# Бізі Філіпс
Бі́зі Фі́ліпс, справжнє ім'я Елі́забет Джин Фі́ліпс (англ. Elizabeth Jean Philipps; 25 червня 1979, Оук-Парк, Іллінойс) — американська акторка.

## Біографія
Народилася 25 червня 1979 року в Ок-Парку, штат Іллінойс, закінчила середню школу в Скоттсдейлі, штат Аризона. Навчалась в університеті Loyola Marymount водночас із Ліндою Карделліні та Коліном Генксом.
Кар'єру актриса почала 1999 року, знявшись у серіалі «Freaks and Geeks». Її дебютом у кіно стала роль у фільмі «Погані дівчата» 2000 року. 2001 року Бізі знялась у ролі Одрі Лідделл у серіалі «Затока Доусона», за цю роль вона була номінована на Teen Choice Awards. Того ж року Філіппс посіла 58 місце в списку 100 найсексуальніших дівчат року за версією журналу Maxim.
2007 за її оповіданням було знято фільм «Леза слави». Під час вагітності знімалась у серіалі «Термінатор: Хроніки Сари Коннор». У 2009 році з'явилась у фільмі «Обіцяти — ще не одружитись». На тепер Філіппс знімається в серіалі «Місто хижачок».

## Особисте життя
Від 1 червня 2007 року Бізі одружена зі сценаристом Марком Сільверштейном. Подружжя має двох дочок — Берді Лі Сільверштейн (нар.13.08.2008) і Крікет Перл Сільверштейн (род.02.07.2013). Вони розлучилися в лютому 2021 року.
Бізі є хрещеною матір'ю Матильди Роуз Леджер (нар. 28 жовтня 2005), дочки Гіта Леджера та Мішель Вільямс.

## Фільмографія

### Акторка
| Рік       |    | Українська назва                  | Оригінальна назва                       | Роль                                                                                    |
| --------- | -- | --------------------------------- | --------------------------------------- | --------------------------------------------------------------------------------------- |
|           | с  | (filming)                         | Girls5Eva                               | Саммер (1 епізод)                                                                       |
| 2020      | с  |                                   | Damage Control                          |                                                                                         |
| 2018—2019 | с  | Незламна Кіммі Шмідт              | Unbreakable Kimmy Schmidt               | Шеба Гудман (2 епізоди)                                                                 |
| 2018      | с  |                                   | Camping                                 | Еллісон (1 епізод)                                                                      |
| 2005—2018 | с  | Американський тато!               | American Dad!                           | Дейна / Бланш (голоси, 2 епізоди)                                                       |
| 2018      | ф  | Красуня на всю голову             | I Feel Pretty                           | Джейн                                                                                   |
| 2014—2018 | с  | П'яна історія                     | Drunk History                           | Елізабет Ейвері Ворінг (1 епізод), Елеонора Рузвельт (1 епізод), Роза Валлан (1 епізод) |
| 2016—2017 | с  | Завучі                            | Vice Principals                         | Ґейл Ліптрепп (14 епізодів)                                                             |
| 2017      | кф |                                   | Grizzly Bear: Losing All Sense          | Червона Сукня                                                                           |
| 2017      | тф |                                   | The Sackett Sisters                     | Менді Секкет                                                                            |
| 2017      | с  |                                   | The Odd Couple                          | Наташа (1 епізод)                                                                       |
| 2016      | кф |                                   | Bottom's Butte                          | Беверлі / додаткові голоси                                                              |
| 2016      | с  |                                   | I Like You Just the Way I Am            | Аманда (3 епізоди)                                                                      |
| 2016      | с  |                                   | Bajillion Dollar Propertie$             | Кейт Кейтс (1 епізод)                                                                   |
| 2016      | ф  |                                   | FML                                     | Аманда                                                                                  |
| 2016      | с  | Енджі Трайбека                    | Angie Tribeca                           | Кортні Вудпетч-Ньютон (1 епізод)                                                        |
| 2016      | с  | Новенька                          | New Girl                                | Конні (1 епізод)                                                                        |
| 2015      | ф  | Подарунок                         | The Gift                                | Даффі                                                                                   |
| 2009—2015 | с  | Звабливі та вільні                | Cougar Town                             | Лорі Келлер (102 епізоди)                                                               |
| 2015      | ф  |                                   | Thrilling Adventure Hour Live           | Red Plains Rider                                                                        |
| 2015      | с  |                                   | Yo Gabba Gabba!                         | Офіціантка (1 епізод)                                                                   |
| 2014      | с  |                                   | Garfunkel and Oates                     | Карен (2 епізоди)                                                                       |
| 2014      | ф  |                                   | Jason Nash Is Married                   | Бізі                                                                                    |
| 2010—2013 | с  |                                   | Jason Nash Is Married                   | Сара (5 епізодів)                                                                       |
| 2013      | ф  |                                   | Made in Cleveland                       | Шеннон                                                                                  |
| 2013      | с  | Уповільнений розвиток             | Arrested Development                    | Джоан (1 епізод)                                                                        |
| 2013      | ф  |                                   | A Case of You                           | Ешлі                                                                                    |
| 2012      | мф | Риф 2                             | The Reef 2: High Tide                   | Корделія, риба-ангел (голос)                                                            |
| 2012      | с  |                                   | Don't Trust the B---— in Apartment 23   | Бізі Філіппс (1 епізод)                                                                 |
| 2012      | кф |                                   | Revolution                              | Емілі                                                                                   |
| 2012      | ф  |                                   | Blue Briefs                             | Емілі (розділ "Revolution")                                                             |
| 2011      | с  |                                   | Happy Endings                           | Дівчина (1 епізод)                                                                      |
| 2011      | ф  | Я не знаю, як вона це робить      | I Don't Know How She Does It            | Венді Бест                                                                              |
| 2011      | мс |                                   | Fish Hooks                              | Кламанда (голос, 1 епізод)                                                              |
| 2011      | с  | Спільнота                         | Community                               | Член команди «Ґріндейла» (1 епізод)                                                     |
| 2010      | с  |                                   | Funny or Die Presents...                | Красуня (1 епізод)                                                                      |
| 2008—2009 | с  | Термінатор: Хроніки Сари Коннор   | Terminator: The Sarah Connor Chronicles | Кейсі Корбін (5 епізодів)                                                               |
| 2009      | с  |                                   | Kath & Kim                              | Вітні (1 епізод)                                                                        |
| 2009      | ф  | Обіцяти — ще не одружитись        | He's Just Not That Into You             | Келлі Енн                                                                               |
| 2008      | с  |                                   | House Poor                              | Бізі                                                                                    |
| 2008      | ф  | Як відбити наречену               | Made of Honor                           | Мелісса                                                                                 |
| 2007      | с  | Як я зустрів вашу маму            | How I Met Your Mother                   | Рейчел (1 епізод)                                                                       |
| 2006—2007 | с  | Швидка допомога                   | ER                                      | Д-р Гоуп Бобек (14 епізоди)                                                             |
| 2007      | с  |                                   | Derek and Simon: The Show               | Джулія (2 епізоди)                                                                      |
| 2007      | с  | Антураж                           | Entourage                               | Шеріл (1 епізод)                                                                        |
| 2005—2006 | с  |                                   | Love, Inc.                              | Деніз Джонсон (22 епізоди)                                                              |
| 2005      | с  |                                   | Life as We Know It                      | Алекс Морріл (2 епізоди)                                                                |
| 2005      | мс | Непереможна команда супермавпочок | Super Robot Monkey Team Hyperforce Go!  | Корліанна (голос)                                                                       |
| 2005      | мф | Стюї Гріффін: Нерозказана історія | Stewie Griffin: The Untold Story        | Додаткові голоси                                                                        |
| 2005      | тф |                                   | Testing Bob                             | Медісон (Медді) Вест                                                                    |
| 2004      | кф |                                   | Foster Hall                             | Пеґ Голл                                                                                |
| 2004      | ф  | Білі ціпоньки                     | White Chicks                            | Карен                                                                                   |
| 2004      | ф  |                                   | Mummy an' the Armadillo                 | Керол Енн                                                                               |
| 2003      | тф |                                   | Criminology 101                         | Поллі                                                                                   |
| 2001—2003 | с  | Затока Доусона                    | Dawson’s Creek                          | Одрі Лідделл (39/46 епізодів)                                                           |
| 2002      | ф  |                                   | Home Room                               | Аліша Браунінг                                                                          |
| 2002      | с  |                                   | Undeclared                              | Келлі (2 епізоди)                                                                       |
| 2001      | с  |                                   | Dead Last                               | Трейсі Солбек (1 епізод)                                                                |
| 2001      | тф |                                   | Spring Break Lawyer                     | Дженні                                                                                  |
| 2001      | тф |                                   | Anatomy of a Hate Crime                 | Чеситі Песлі                                                                            |
| 2000      | с  | Малькольм у центрі уваги          | Malcolm in the Middle                   | Меган (1 епізод)                                                                        |
| 1999—2000 | с  | Диваки і навіжені                 | Freaks and Geeks                        | Кім Келлі (18 епізодів)                                                                 |
| 2000      | ф  |                                   | The Smokers                             | Карен Картер                                                                            |
| 1999      | с  |                                   | Saving Graces                           | Мінді                                                                                   |

### Інше
| Рік  |   | Українська назва   | Оригінальна назва | Роль                                                     |
| ---- | - | ------------------ | ----------------- | -------------------------------------------------------- |
| 2015 | с |                    | Glastonbury 2015  | авторка пісні "Paris" (1 епізод)                         |
| 2007 | с | Швидка допомога    | ER                | виконавиця пісні "Don't Go Breaking My Heart" (1 епізод) |
| 2002 | с | Затока Доусона     | Dawson’s Creek    | виконавиця пісні "One Way Or Another" (1 епізод)         |
| 2020 | в |                    | Tomberlin: Wasted | режисерка                                                |
| 2015 | с | Звабливі та вільні | Cougar Town       | режисерка (1 епізод)                                     |
| 2007 | ф |                    | Blades of Glory   | сценаристка                                              |
| 2018 | с |                    | Busy Tonight      | виконавча продюсерка                                     |

## Виноски
1. ↑  Busy Philipps — Awards. Архів оригіналу за 10 серпня 2010. Процитовано 28 березня 2014.
2. ↑  Maxim Magazine Hot 100 Women of 2001. FreeJose.com. Архів оригіналу за 2 липня 2012. Процитовано 22 жовтня 2010.
3. ↑  Blades of Glory Movie — Official Site. Архів оригіналу за 29 листопада 2011. Процитовано 28 березня 2014. [Архівовано 2011-11-29 у Wayback Machine.]
4. ↑  Busy Philipps — News. Архів оригіналу за 3 березня 2016. Процитовано 28 березня 2014.
5. ↑  Heldman, Breanne L. (25 квітня 2008). 'Made of Honor' star Busy Philipps has a lot on her plate. NY Daily News. Процитовано 14 лютого 2016.
6. ↑  Josh Grossberg (14 серпня 2008). Busy Phillips' Little Bundle of Joy. E Online. Архів оригіналу за 2 липня 2012. Процитовано 19 жовтня 2009.
7. ↑  Busy Philipps Welcomes Second Daughter. Архів оригіналу за 5 липня 2013. Процитовано 28 березня 2014.
8. ↑  Busy Philipps and Husband Marc Silverstein Have Been Separated for More Than Year: 'It's a Journey'. 27 травня 2022. Архів оригіналу за 5 жовтня 2022. Процитовано 28 травня 2022.
9. ↑  Jake Gyllenhaal to help a devastated Michelle Williams. News.com.au. 24 січня 2008. Архів оригіналу за 24 січня 2012. Процитовано 22 жовтня 2010.